# 山野上村
山野上村（やまのうえそん / やまのうえむら）は、岡山県後月郡にあった村。現在の井原市野上町にあたる。

## 地理
小田川の左岸東方の山間部に位置していた。

## 歴史
- 江戸時代、毛利氏の支配を経て幕府領となる[2]。元和3年（1617年）成羽藩領となる[2]。寛永19年（1642年）幕府領、元禄10年（1697年）新見藩領を経て、文政10年（1827年）一橋家領となる[2]。
- 1883年（明治16年）青野村第6部戸長役場の管轄となり、1884年（明治17年）当村に戸長役場が置かれた[2]。
- 1889年（明治22年）6月1日、町村制の施行により、後月郡山野上村が単独で村制施行し山野上村が発足[1][2]。大字は編成せず[2]。
- 1953年（昭和28年）4月1日、後月郡井原町・西江原町・高屋町・荏原村・木之子村・県主村・青野村、小田郡大江村・稲倉村と合併して、市制施行し井原市を新設して廃止された[1][2]。合併後、井原市野上町となる[2]。

## 産業
- 農業、葉煙草、マツタケ[2]